# بيتر كامبل (لاعب هوكي الجليد)
بيتر كامبل هو لاعب هوكي الجليد كندي، ولد في 19 مارس 1884 في كلرفيو في كندا، وتوفي في 5 مارس 1976.